# Монгольский доллар

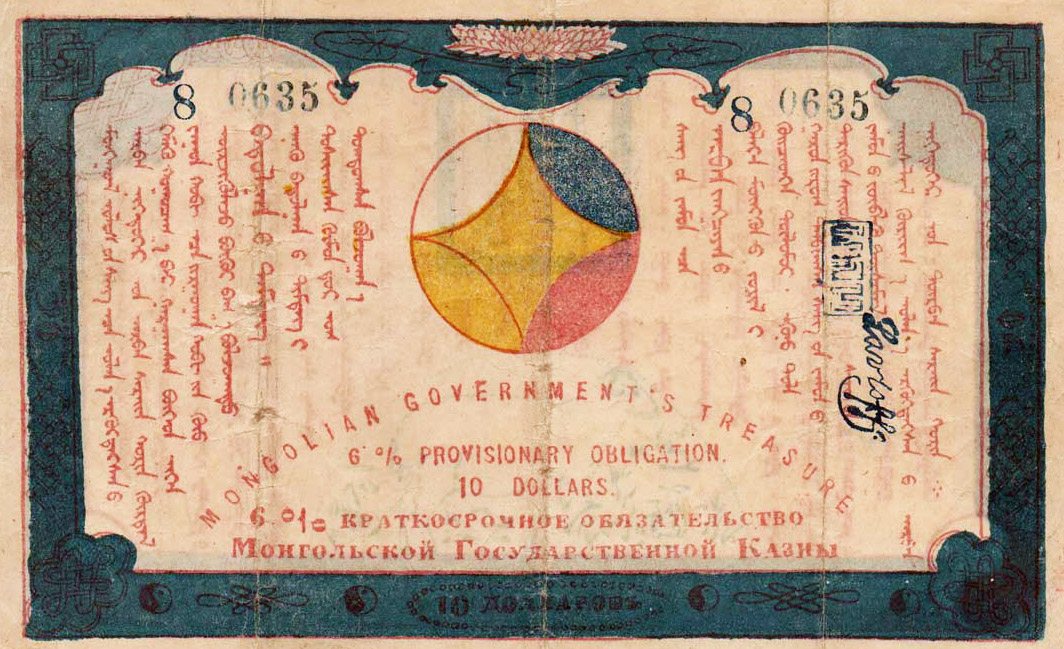
Министерством Финансов Монгольской Республики: 6 % обязательства с подписью Лаврова (1921)

Монгольский доллар или лан — валюта Монголии с 1921 года по 1925 год. Был приравнен к китайскому ляну и имел схожее локальное название — лан. Долларом назывался по аналогии с имевшим хождение в Китае мексиканским песо, носившим также название «мексиканского доллара».
Монгольский доллар был первой собственной денежной единицей Монголии. До 1921 года в Монголии были в обращении российские и китайские деньги, серебряное мексиканское песо, билеты китайских торговых фирм, денежные суррогаты: кирпичный чай, слитки серебра, шёлковые платки (хадаки) и др. Огромное значение имела меновая торговля.
Казначейские банкноты — 6 % обязательства в 10, 25, 50 и 100 долларов были выпущены в обращении в апреле 1921 года министерством финансов независимой Монголии вскоре после её освобождения бароном Р. Ф. Унгерн-Штернбергом от китайской оккупации. Совет выпустить краткосрочные обязательства министерству дал русский советник по финансовой и налоговой политике И.А. Лавров. На банкнотах были изображены животные, которые являлись эквивалентами денежных единиц:
- 10 долларов были приравнены барану,
- 25 долларов приравнены быку,
- 50 долларов приравнены лошади и
- 100 долларов приравнены верблюду[2].

Знаки исполнены литографским способом в Урге.
В 1925 году была введена в обращение новая монгольская валюта — монгольский тугрик. Почти все обязательства были выкуплены и сожжены.